# La Mandarine
Pour plus de détails, voir Fiche technique et Distribution.
La Mandarine est un film français d'Édouard Molinaro réalisé en 1971 et sorti en 1972. Il s'agit d'une adaptation du roman La Mandarine de Christine de Rivoyre, publié en 1957.

## Synopsis
Georges est le gérant de l’hôtel parisien Boulard où habitent la grand-mère, dite mémé Boule, et ses deux petites-filles, Séverine, épouse de Georges, et sa jeune sœur Baba. La tranquillité de cette famille un peu fantasque est bouleversée par l'irruption de Tony, un jeune Anglais décontracté présenté par Baba. Tony va séduire simultanément mémé Boule, Séverine et Baba.

## Fiche technique
- Titre : La Mandarine
- Réalisation : Édouard Molinaro
- Assistant réalisateur : Michel Leroy
- Scénario et dialogues : Édouard Molinaro et Christine de Rivoyre, d'après le roman « La Mandarine » de cette dernière, Editions Plon, 1957, 286 p.
- Musique : Claude Bolling
- Décors : François de Lamothe
- Costumes : Michèle Richer, Georges Bril
- Photographie : Claude Lecomte
- Son : Jean Labussière
- Montage : Robert Isnardon et Monique Isnardon
- Production : Leo L. Fuchs, Robert Bradford
- Directeur de production : Roger Debelmas
- Sociétés de production : Franco London Films, Filmes Cinematografica
- Sociétés de Distribution : 
  - S.N. Prodis
  - LCJ Éditions et Productions (DVD & Blu-ray)
- Année de production : 1971
- Pays :  France,  Italie
- Format : couleur (Eastmancolor) - 35 mm - Son mono
- Durée : 90 min env.
- Genre : comédie
- Date de sortie : 17 mars 1972 en France

## Distribution
- Annie Girardot : Séverine
- Philippe Noiret : Georges
- Madeleine Renaud : Mme Boulard, dite « Mémé Boul »
- Murray Head : Anthony Bellay-Vanguard, dit « Tony l'Anglais »
- Marie-Hélène Breillat : Baba
- Jean-Claude Dauphin : Alain
- Robert Berri : Un employé de l'hôtel
- Madeleine Damien : Augustine, la femme de chambre
- Nane Germon : La sage-femme
- Pippo Merisi : Le maître d'hôtel
- Jacques Provins : Arsène, le concierge
- Jean Roquel : Gaston, le garçon d'étage
- Marthe Villalonga : La bonne espagnole
- Clotilde Baudon : Séverine bébé
- Jean Michaud : Un médecin
- Yvon Sarray : Un médecin
- Maurice Travail : Lapierre, le comptable
- Lionel Vitrant : Un garagiste

## Autour du film
- La chanson reprise plusieurs fois dans le film est Le temps du Lumbago[1] (Les Parisiennes)